# Tabe Bas

Tabe als jonge man (1947)

Tabe Bas (Amsterdam, 18 februari 1927 - aldaar, 29 januari 2009) was een Nederlands acteur, opera- en musicalzanger. Hij was de zoon van een niet-Joodse vader en een Joodse moeder; tijdens de oorlog redde zijn vader zijn vrouw door een willekeurige man te laten getuigen dat hij de biologische vader was.
Bas was bariton en zong bij de Nederlandse Opera. Hij begon met acteren bij het gezelschap van Albert van Dalsum. In het begin van de jaren 1960 deed hij mee aan musicals als My Fair Lady, Anatevka en De Man van La Mancha, maar zong ook bijvoorbeeld werken van Bernard van Beurden en speelde de hoofdrol van kapitein in de kameropera De Wonderbaarlijke Visvangst met libretto van Maarten Vonder naar een verhaal van Maarten Biesheuvel in 1987 in het Amsterdamse Concertgebouw. Bas speelde ook mee in films als Carna, Wat Zien Ik!?, Iris en De aanslag en in televisieseries als De kleine waarheid, Coverstory, De vloek van Woestewolf en Dynastie der kleine luyden.
Hij was ook bekend als schaker en stond bekend om zijn fenomenale geheugen in vooral het eindspel. In 1956 was hij officieus Nederlands kampioen schaken door het winnen van de Nederlandse "Bondswedstrijden", die later officieel het Open Nederlands Kampioenschap werden genoemd. Hij was bevriend met Hein Donner en Karel van het Reve.
Bas was een zeer kleurrijke figuur die opviel door zijn verwoestende optimisme en zijn verstrooidheid. Hij dronk nooit; tegen alcohol kon hij niet. Op reis laadde hij zijn koffer eens vol sinaasappels, maar vergat daarbij extra kleren in te pakken. In de Amsterdamse kunstenaars-sociëteit De Kring was hij een graag geziene gast die veel activiteiten organiseerde, zoals de Donderdagtafel, beschreven door Annemiek Hendriks in Intieme Kring.
Bas is begraven op begraafplaats Zorgvlied.

## Publicaties over Tabe Bas
- "Een koffer vol sinaasappels", Peter Brusse, De Volkskrant, 7-2-2009
- Allard Hoogland: "Tabe Bas bestaat – De grootste schaakliefhebber van Nederland". In: Matten, nr. 4, 2008.

- International Standard Name Identifier: 0000 0000 4602 1262
- Library of Congress Control Number: no98067157
- Nederlandse Thesaurus van Auteursnamen: 072779918
- Virtual International Authority File: 29148847
- WorldCat: E39PBJfCxFmk9JWfFxbR7h9FKd